# Tolbooth von Crail

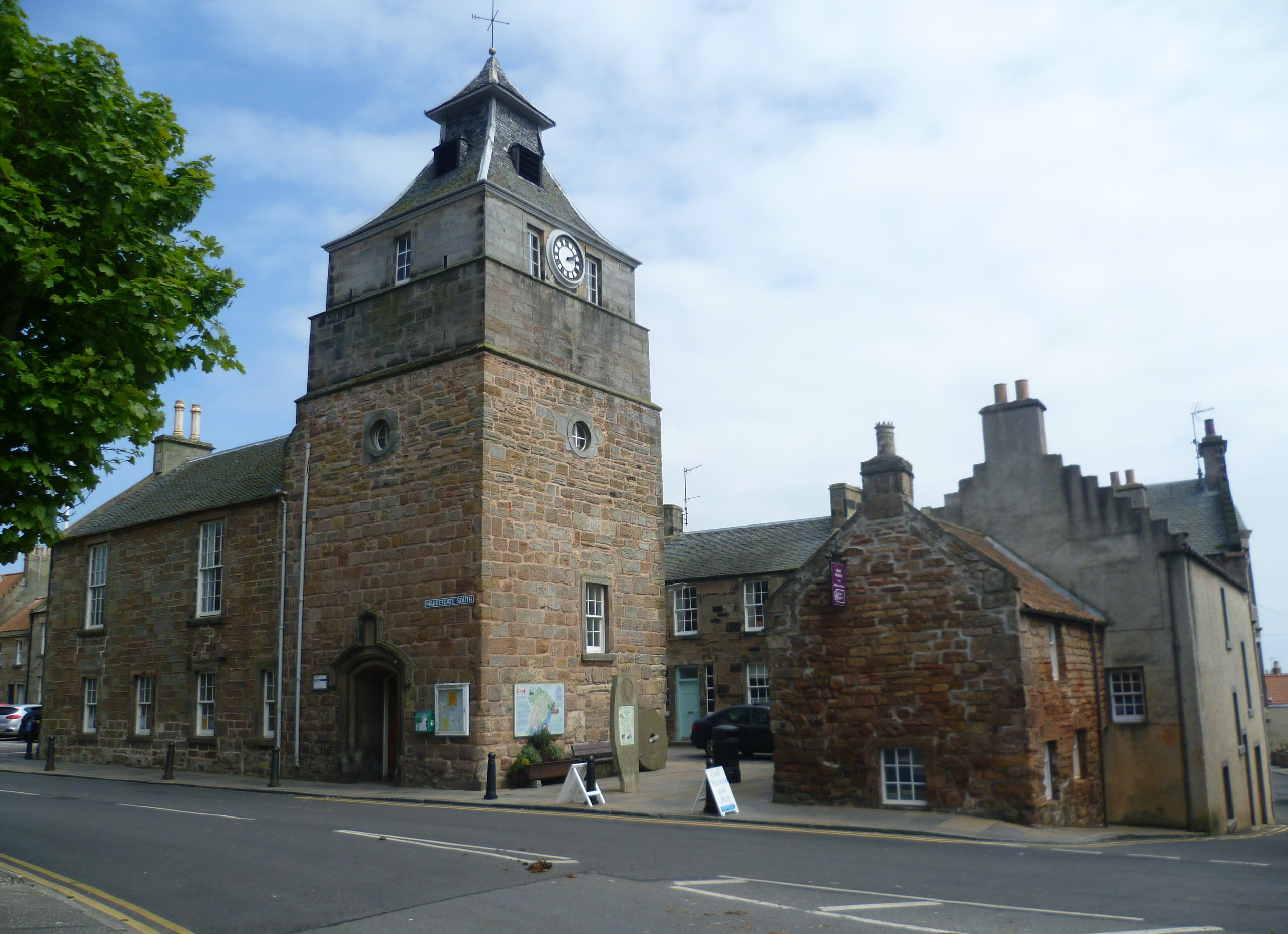
Tolbooth von Crail

Die Tolbooth von Crail befindet sich in der schottischen Ortschaft Crail in der Council Area Fife. 1972 wurde das Bauwerk als Einzeldenkmal in die schottischen Denkmallisten in der höchsten Denkmalkategorie A aufgenommen.

## Geschichte
Auf Grund ungenauer Aufzeichnungen ist das Baujahr der Tolbooth, die auch das Rathaus umfasste, nicht eindeutig. Verschiedentlich ist das Jahr 1517 genannt, das jedoch für den Gesamtkomplex unwahrscheinlich erscheint. Möglicherweise stammen das Fundament und Teile der Gebäudebasis aus dieser Zeit. Aus Aufzeichnungen geht hervor, dass die heutige Tolbooth 1598 in Auftrag gegeben wurde. Möglicherweise zog sich der Bau über ein Jahrzehnt hin, denn 1607 wurden finanzielle Mittel zur Fertigstellung beantragt. Eine nicht vollständig erhaltene Jahresangabe an der Tolbooth weist das Jahr 160[-] aus. Im Laufe des 18. Jahrhunderts wurde das Gebäude zweimal überarbeitet. In den 1810er Jahren wurde die Tolbooth als alt und ruinös beschrieben. Zwischen 1814 und 1815 wurde sie weitgehend neu aufgebaut. Hierbei gingen weite Teile der Originalarchitektur verloren. Erneut 1887 wurde die Tolbooth überarbeitet.

## Beschreibung
Die Tolbooth von Crail steht an der Straße Marketgate nahe der Hauptverkehrsstraße (A917) im Zentrum von Crail. Die Kantenlängen des Bruchsteinbaus mit Natursteineinfassungen betragen 11,8 m und 7,9 m. Markant ist der fünfstöckige Turm, der den westlichen Abschluss bildet. Er weist einen quadratischen Grundriss von 6,2 m Kantenlänge und eine Höhe von 18,3 m auf. Der spitze Helm erinnert an die Architektur von Pagoden.
Der Turm trägt eine 66 cm durchmessende Glocke, die ursprünglich in der Crail Parish Church ihren Dienst versah. Im Jahre 1702 wurde sie mit der kleineren Stadtglocke aus dem Jahre 1614 vertauscht, da die Tolbooth zentraler gelegen war. Die flämische Glocke trägt die Inschrift IC BEN GHEGOTEN INT lAER ONS HEEREN MCCCCCXX („Ich bin im Jahr unseres Herrn 1520 gegossen“). Unterhalb der Inschrift finden sich drei Reliefe. Eines zeigt das Stadtwappen Mechelens. Vermutlich wurde sie dort von Willem van den Ghein gegossen.